# Hovd járás (Uvsz)
Hovd járás (mongol nyelven: Ховд сум) Mongólia Uvsz tartományának egyik járása. Területe 2700 km². Népessége kb. 3300 fő.
Székhelye Höhtolgoj (Хөхтолгой), mely 195 km-re délnyugatra fekszik Ulángom tartományi székhelytől.